# NGC 7658B
NGC 7658B (другие обозначения — PGC 71432, NGC 7658-2, ESO 347-16, MCG -7-48-3, AM 2323-392) — линзообразная галактика (S0) в созвездии Журавль.
Этот объект входит в число перечисленных в оригинальной редакции «Нового общего каталога».